# Železný Brod
Železný Brod (deutsch Eisenbrod) ist eine Stadt im Liberecký kraj in Tschechien. Sie liegt in Nordböhmen im Okres Jablonec nad Nisou rechts der Jizera an der Bahnstrecke Pardubice–Liberec. Durch ihre günstige Lage ist sie ein geeigneter Ausgangspunkt für Ausflüge in das Riesengebirge, das Isergebirge und das Schutzgebiet Český ráj.

## Geschichte
Železný Brod ist eine alte Glasmacherstadt, gegründet im 11. Jahrhundert. Ursprünglich hieß sie Brod oder Brodek (Furt oder kleine Furt); erst im 14. Jahrhundert kam der Name Železný (Eisern) hinzu, der auf die ansässigen Eisenhütten hinweisen sollte. 1501 wurde das Stadtwappen kreiert und der Ort durch König Vladislav II. zur Stadt ernannt.
1880 hatte Železný Brod 2698 Einwohner und war Sitz des Bezirksgerichtes. Die Baumwollspinnerei arbeitete mit 50.000 Spindeln.
In Železný Brod spielen heute Bijouterien und die Herstellung von Hüttenglas, Thermometern und kleinen Glaserzeugnissen wie Glasfiguren eine wichtige Rolle.

## Stadtgliederung
Die Stadt Železný Brod besteht aus den Ortsteilen Bzí (Nabsel),  Horská Kamenice (Gebirgskamnitz), Hrubá Horka (Großhorka), Chlístov (Chlistow), Jirkov (Jirkau), Malá Horka (Kleinhorka), Pelechov (Pelechow), Splzov (Spilsow), Střevelná (Strewelna), Těpeře (Tiepersch), Veselí (Wesseli) und Železný Brod (Eisenbrod). Grundsiedlungseinheiten sind Brodec (Brodetz), Bzí, Černická skála, Dvírka, Horecká stráň, Horská Kamenice, Hrubá Horka, Chlístov, Jiráskovo nábřeží, Jirkov, Křiby, Malá Horka, Pelechov, Popluž (Poplus), Poříčí, Propastný, Splzov, Střevelná, Těpeře, Těpeřská stráň, Veselí, Vrší, Záskalí und Železný Brod-střed.
Das Gemeindegebiet gliedert sich in die Katastralbezirke Bzí u Železného Brodu, Horská Kamenice, Hrubá Horka, Chlístov u Železného Brodu, Jirkov u Železného Brodu, Střevelná und Železný Brod.

## Sehenswürdigkeiten
- In der Stadt Železný Brod befindet sich die Dörfliche Denkmalzone (Vesnické památkové rezervace) Trávníky (gegründet 1754), mit vielen Bauten einer dörflich-volkstümlichen Architektur
- Das Haus „Klemencovsko“ ist der Sitz des Stadtmuseums mit einer Glasausstellung und einer Galerie weltbekannter Glaskünstler: J. Brychtová und S. Libenský
- Das Haus „Běliště“ (1807) ist das schönste und größte Gebäude mit einer Sammlung von Skulpturen
- Kirche des Hl. Johannes Nepomuk
- Kirche des Hl. Jakob

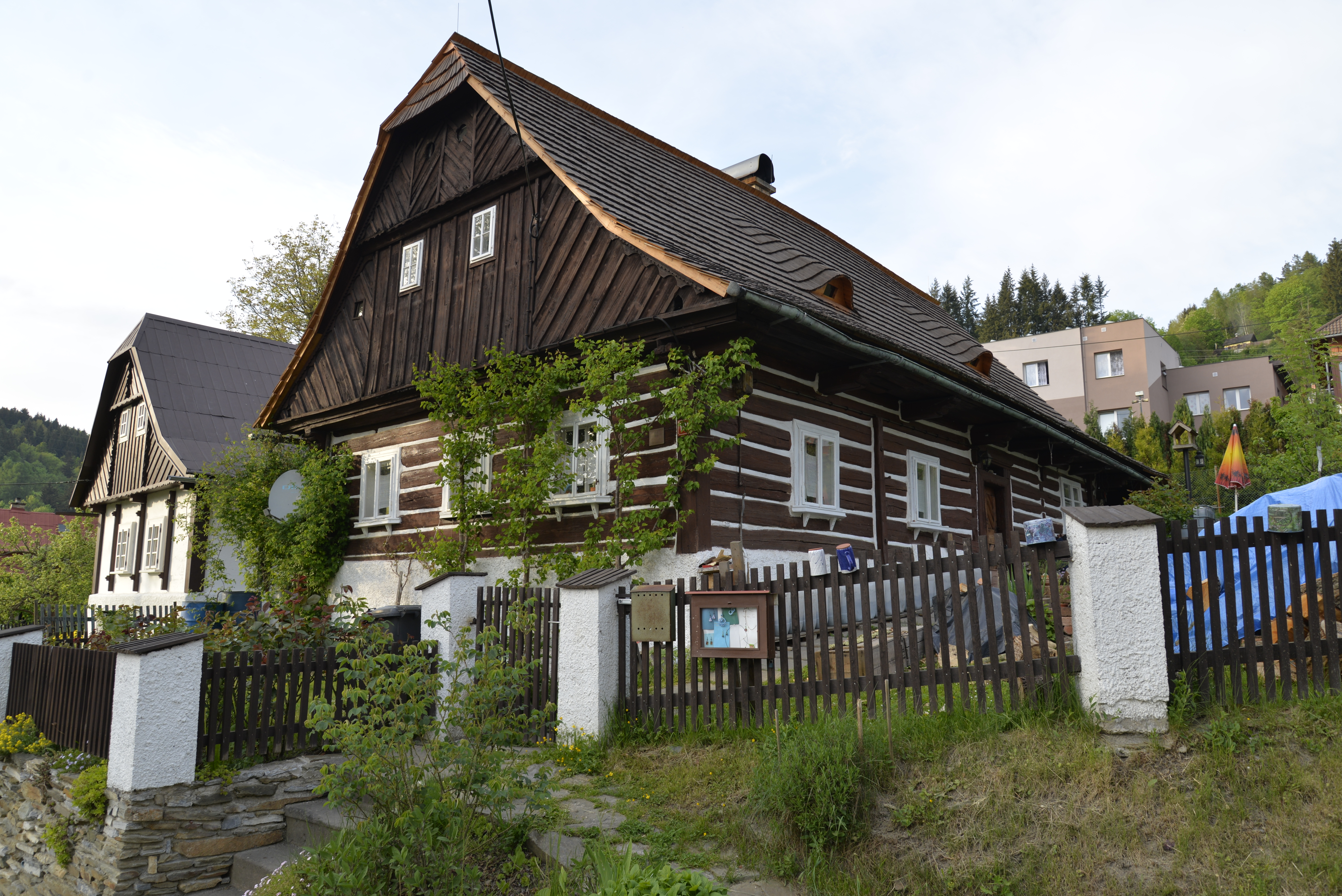
Typisches Holzhaus in Trávníky
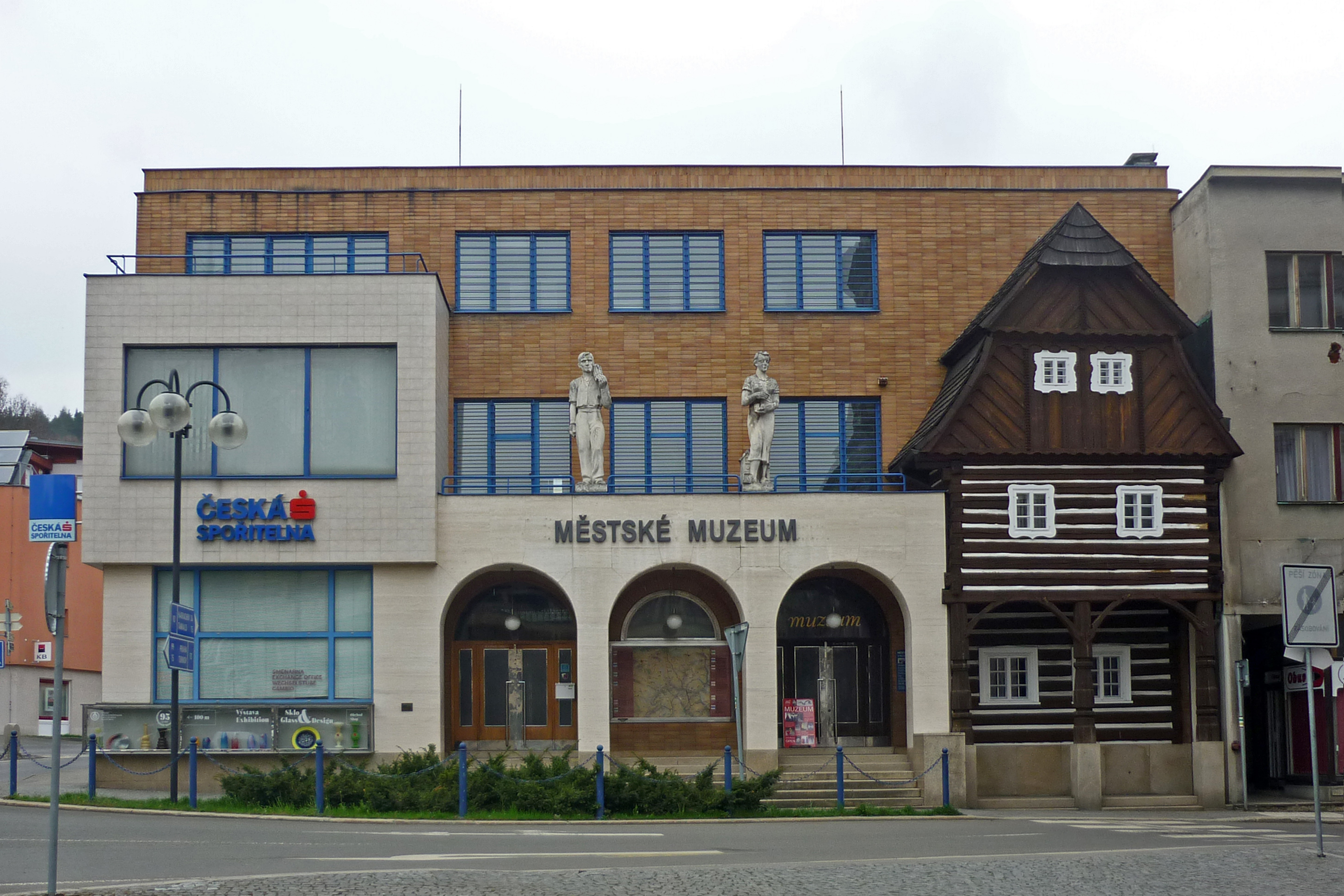
Haus Klemencovsko
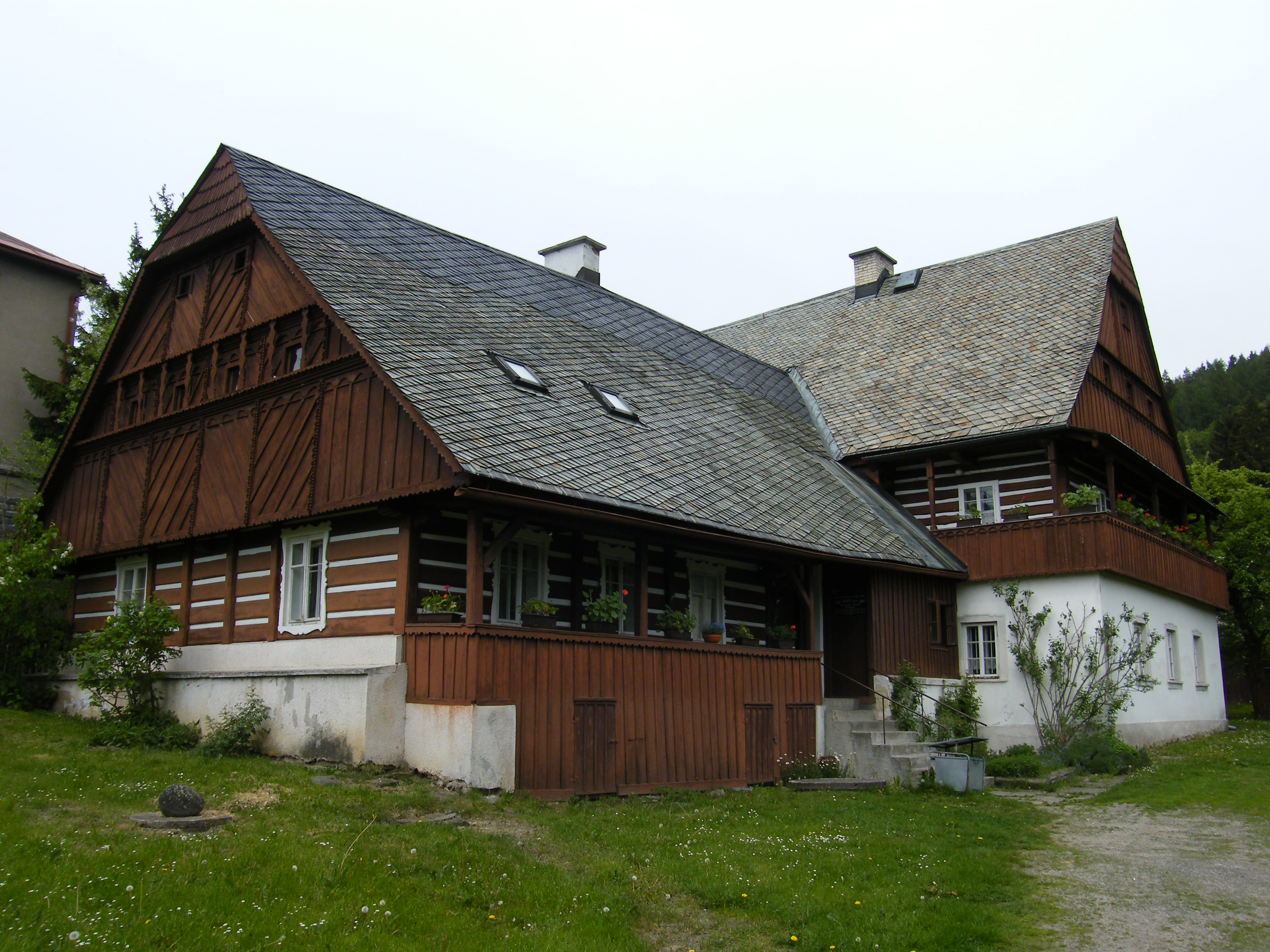
Haus Běliště
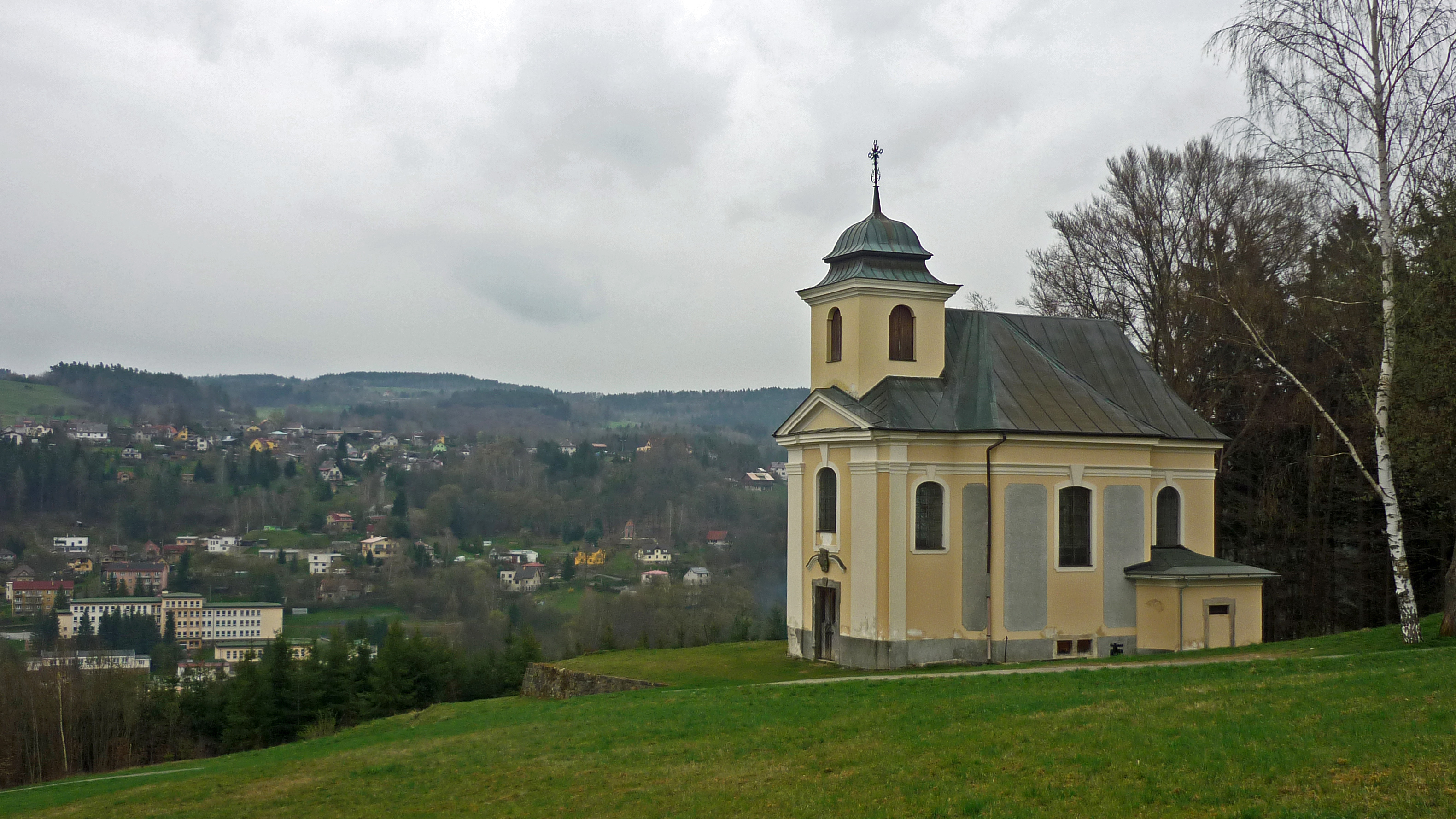
Kirche des Heiligen Johannes Nepomuk
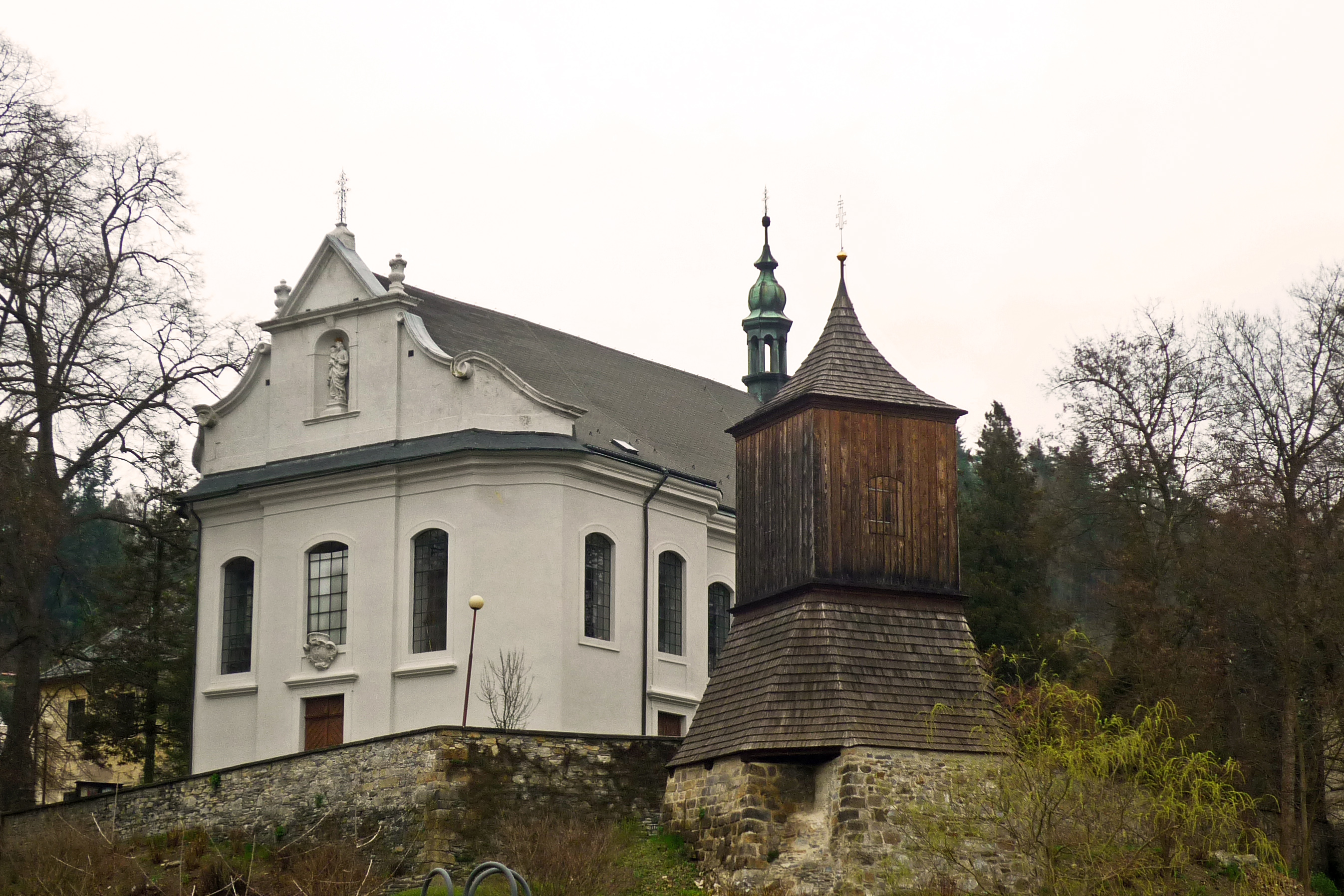
Kirche des Heiligen Jakob

## Söhne und Töchter der Stadt
- Johann Joseph Antonius Eleazar Kittel (1704–1783), Arzt und Naturheiler, bekannt als Dr. Faust von Schumburg, geboren in Nabsel.